# 고객자산
고객자산(Customer equity)은 어떤 회사가 가진 고객생애가치의 총합을 말한다. 하지만 실제로 고객생애가치를 측정하여 고객자산을 측정하는 것은 힘들 수 있다.

## 같이 보기
- 고객생애가치